# Micasa
Micasa ist eine Schweizer Fachmarktkette für Möbel und Wohneinrichtungen mit 36 Filialen, davon 16 Micasa home welche keine Möbel anbieten. 2024 wurde insgesamt eine Verkaufsfläche von 69'100 m² betrieben. Als rechtlich unselbständiger Geschäftsbereich der Migros werden die Standorte von den regionalen Migros-Genossenschaften betrieben und seit Anfang 2021 durch die Migros Fachmarkt AG koordiniert. Im Juni 2024 gab die Migros bekannt, Micasa verkaufen zu wollen. Im Februar 2025 informierte der Migros-Genossenschafts-Bund, dass im Rahmen eines Management-Buy-outs 30 Micasa und Micasa home Filialen von Philipp Agustoni, dem heutigen CEO von Micasa, und Manuel Landolt, dem COO der Migros Fachmarkt AG übernommen werden. Die Geschäfte würden ab 1. September 2025 vollständig von der neu gegründeten Micasa AG übernommen. Zum neuen Besitzerkonsortium gehören auch die Familien Brandstetter-Finger aus Deutschland und Wiest aus Österreich.
Neben Möbeln für alle Wohnbereiche sowie Büromöbeln umfasst das Sortiment auch Produkte und Accessoires rund um die Themenbereiche Wohnen, Essen, Schlafen, Bad, Licht und Arbeiten sowie Bodenbeläge. Die Einrichtungshäuser sind weitgehend in Selbstbedienung, verfügen aber auch über eine Verkaufsberatung.
Segmentsgeschäftszahlen werden mittlerweile nicht mehr ausgewiesen, die kombinierte Fachmarktsparte der Migros (Melectronics, Do it + Garden, Micasa, SportX und OBI) erwirtschaftete 2021 einen Umsatz von 1,73 Milliarden Franken. 2022 ging der Gesamtumsatz der Fachmarktsparte um 6.7 % auf 1,6 Milliarden Franken zurück und 2023 um 7,7 % auf 1,5 Milliarden Franken.

## Geschichte

Altes Logo

Micasa wurde 1981 von der Migros als Ergänzung ihrer damaligen «Do it yourself»-Fachmärkte lanciert. Mit Zukauf der Globus-Gruppe durch die Migros 1997 bestand konzernintern mit Interio parallel eine zweite Einrichtungshauskette, deren Standorte Mitte 2018 auf die regionalen Genossenschaften verteilt, dann Ende 2019 allerdings an XXXLutz veräussert respektive bis 2020 geschlossen wurden. Ein weiteres Schwesterunternehmen war von 2009 bis Ende 2019 die Gries Deco Holding, deren Filialen unter dem Namen «Depot» auf Wohnaccessoires und Kleinmöbel spezialisiert waren.
Nach einem Umbau des Zürcher Einkaufszentrums «Migros City» wurde am 31. August 2017 der erste Standort des Filialformats Micasa home eröffnet. Dieses entspricht konzeptionell den auf Wohnaccessoires fokussierten, ehemaligen Interio-Wohnboutiquen an Innenstadtlagen. Mitte 2022 betrieben fünf Genossenschaften insgesamt 13 solcher Filialen.